# Иво Иванов (химик)
Вижте пояснителната страница за други личности с името Иво Иванов.
Иво Христов Иванов е български учен-химик.

## Биография
Роден е на 30 април 1943 г. в семейство на гимназиални учители — на известния по-късно учен химик проф. Христо Иванов. Завършва 9-а гимназия (1961) и с отличен успех специалност „Химия – производствен профил“ в Химическия факултет на Софийския университет (1968).
Постъпва като специалист химик при проф. Никола Моллов в Института по органична химия на БАН, секция „Природни вещества“. След спечелен конкурс през 1970 г. става асистент в Катедрата по фармацевтична и органична химия на Фармацевтичния факултет.
През периода август 1974 – октомври 1975 г. е на специализация в Института по органична химия на Университета в Щутгарт, Германия като стипендиант на фондацията DAAD. Защитава дисертация за кандидат на химическите науки (днес: доктор) на тема „Синтез и структура на някои производни на морфолина, пиридина и пиримидина“ (1979).
През май 1985 г. е хабилитиран за доцент (старши научен сътрудник II степен) в Катедрата по органична химия на Фармацевтичния факултет в Медицинския университет, София (МУС). Защитава дисертация за доктор на химическите науки на тема: „Приложение на полифункционални енамини за синтез на пиридини и пиримидини“ във Фармацевтичния факултет, МУС (юни 1998). От юли 2000 г. е редовен професор по органична химия във Фармацевтичния факултет на МУС.
Гост-професор е по органична химия във Висшето училище за техника и икономика, гр. Аален, Германия за участие в изследователски проект (април 2004 – март 2005).
Има над 60 публикации в специализирани научни издания и участия в значими национални и международни научни прояви. Автор е на учебници и монографии. Бил е научен ръководител на 3 докторанти.
От 1990 г. до 2009 г. е ръководител на Катедрата по органична химия на Фармацевтичния факултет на МУС. От 1988 до 1991 г. е заместник-директор на Научния институт по фармакология и фармация с Фармацевтичен факултет.
Научни области, в които работи:
(1) Изолиране, охарактеризиране, строеж и синтез на вещества от растителен произход (фитохимия). 
(2) Синтез и стереохимия на нафталанморфолин и негови производни, както и на някои производни на 2-аминотетралина с биологична активност.
(3) Синтез и реакционна способност на полифункционални енамини и приложението им за синтез на хетероциклени съединения. 
(4) Синтез и реакционна способност на производни на 4-аминокумарина и 4-хидроксикумарина. 
(5) Синтез и реакционна способност на производни на кетенаминали и кетен-O,N-ацетали. 
По-значими научни постижения: 
(1) Намерен е нов алкалоид, наречен леонтиформин, в растението Leontice leontopetalum L., установена е структурата му и е осъществен синтезът му (1970). 
(2) Осъществен е синтезът и е определена конфигурацията на двата диастереомерни (цис и транс) “нафталанморфолини” и техни аналози (1978). 
(3) Намерен е нов метод за синтез на пиридини чрез присъединяване на енаминоестери към естери на пропиоловата киселина (1981). 
(4) Разработен е за първи път метод за синтез на 3-алкил-6-аминоурацили чрез присъединявне на енаминоестери към органични изоцианати и изотиоцианати (1987). 
(5) Открит е нов тип вътрешномолекулен хидриден пренос, при който се образуват 3-диалкиламинометил-4-аминокумарини (1995). 
(6) Разработен е метод за синтез на нови анелирани трициклични 2-пиридони чрез присъединяване на енаминоестери към кумарини (2004). 
(7) Установена е ацилиращата способност на триацетамид в реакциите на региоселективно електрофилно ацетилиране на ароматни съединения и на СН-киселинни производни на 2-метил-1,3,4-тиадиазола (2005). 
Учебници и монографии: 
1. Л. Величков, И. Иванов, Д. Сиджакова, К. Христова, Ръководство за упражнения по органична химия (претърпяло три издания), Наука и изкуство, София, 1988. 
2. И. Иванов, Избрани лекции по органична химия (1995-2011) – публикувани в Интернет: 
Бил е член на:
- Факултетния съвет на Фармацевтичния факултет, МУС (1991-2009),
- Академичния съвет на МУС (1991-2008),
- Специализирания научен съвет по фармация при ВАК (1992-2009),
- Българското химическо дружество и
- Съюза на учените в България.

Пенсионира се на 1 май 2009 г.